# Adrian Cioroianu
Adrian Cioroianu (* 5. ledna 1967 Craiova) je rumunský historik, novinář, esejista a politik.

## Život
Vystudoval historii na bukurešťské univerzitě, doktorát získal na Univerzitě Laval v kanadském Quebecu. Věnuje se popularizaci historie, spolu s Lucianem Boiou patří k nejviditelnějším demytizátorům rumunských národních dějin. Působí jako docent historie na bukurešťské univerzitě, je aktivní v politice: byl senátorem, europoslancem i ministrem zahraničí, v současnosti[kdy?] je stálým delegátem Rumunska při UNESCO v Paříži.
Na základě jeho populárního televizního pořadu Pět minut historie vznikla dvoudílná kniha Cea mai frumoasă poveste (Nejkrásnější příběh), napsal řadu dalších knih, mj. Pe umerii lui Marx. O introducere în istoria comunismului românesc (Na ramenou Marxe. Úvod do dějin rumunského komunismu).
„Historie je jen příběh, nic jiného.“

1. července 2019 byl hostem festivalu Měsíc autorského čtení v Brně. Byla to příležitost pro autora, aby osobně promluvil se svými čtenáři.